# 2025 en architecture
| Années de l'architecture : 2022 - 2023 - 2024 - 2025 - 2026 - 2027 - 2028    |
| Décennies de l'architecture : 1990 - 2000 - 2010 - 2020 - 2030 - 2040 - 2050 |

Cet article présente les événements liés à l'architecture au cours de l'année 2025 du calendrier grégorien.

## Événements
- x

## Réalisations
- x

## Récompenses et distinctions
- Mars : Liu Jiakun reçoit le Prix Pritzker[1].

## Décès
- Hiroshi Hara
- Charles Kleiber
- Luce Eekman
- Jan Söderlund

## Centenaire
Naissances
- Ib Wibroe.
- Robert Venturi.
- Pierre Koenig.
- Ricardo Porro.
- William Toomath.
- Justus Dahinden.
- Robert Y. Fleming.

Décès
- Georg Schreck.
- Jan Letzel.